# Чорна смерть (фільм)
«Чорна смерть» (англ. Black Death) — британсько-німецький пригодницький фільм жахів режисера Крістофера Сміта, що вийшов 2010 року. У головних ролях Шон Бін, Едді Редмейн, Каріс ван Гаутен.
Сценаристом стрічки був Даріо Полоні, продюсерами — Роберт Бернштейн, Єнс Мойрер та інші. Вперше фільм продемонстрували 26 травня 2010 року у Великій Британії на Лондонському кінофестивалі FrightFest.
В Україні у кінопрокаті фільм не демонструвався. Переклад та озвучення українською мовою зроблено студією «1+1».

## Сюжет
1348 рік. У середньовічні Англії спалахує епідемія бубонної чуми, що забирає життя багатьох людей. Серед населення поширюються чутки, що існує місце, де некромант повертає до життя померлих. Завдання перевірити ці чутки отримує молодий монах Осмунд. Він у супроводі лицаря Ульріка та його воїнів вирушає на пошуки землі, де живе цей некромант.

## У ролях
| Актор            | Персонаж                   | Роль                                |
| ---------------- | -------------------------- | ----------------------------------- |
| Шон Бін          | Ульрік (англ. Ulric)       | лицар                               |
| Едді Редмейн     | Осмунд (англ. Osmund)      | молодий монах                       |
| Каріс ван Хаутен | Ланґіва (англ. Langiva)    | одна з вождів селища                |
| Джон Лінч        | Вольфстан (англ. Wolfstan) | лицар                               |
| Тім Маклннерні   | Гоб (англ. Hob)            | один з вождів селища                |
| Кімберлі Ніксон  | Еверілл (англ. Averill)    | молода дівчина, що живе у монастирі |
| Девід Ворнер     |                            | Ігумен                              |

## Сприйняття

### Критика
Фільм отримав змішано-позитивні відгуки: Rotten Tomatoes дав оцінку 67 % на основі 58 відгуків від критиків (середня оцінка 6,2/10) і 48 % від глядачів із середньою оцінкою 3,2/5 (18,382 голоси). Загалом на сайті фільми має змішаний рейтинг, фільму зарахований «стиглий помідор» від кінокритиків, проте «розсипаний попкорн» від глядачів, Internet Movie Database — 6,4/10 (25 874 голоси), Metacritic — 71/100 (10 відгуків критиків) і 6,2/10 від глядачів (34 голоси). Загалом на цьому ресурсі від критиків і від глядачів фільм отримав позитивні відгуки.

### Касові збори
Під час показу у США, що почався 11 березня 2011 року, протягом першого тижня фільм показали у 2 кінотеатрах і він зібрав 6,692 $, що на той час дозволило йому зайняти 68 місце серед усіх прем'єр. Показ протривав 35 днів (5 тижнів) і зібрав у прокаті у США 22,554 $, а у решті світу — 242,764 $, тобто 265,318 $ загалом. Від продажу DVD-дисків було виручено 1,982,306 $.

### Нагороди і номінації[10]
| Рік  | Нагорода                                      | Категорія                                            | Номінант         | Результат  |
| ---- | --------------------------------------------- | ---------------------------------------------------- | ---------------- | ---------- |
| 2010 | Міжнародний кінофестиваль фентезі у Невшателі | Приз глядацьких симпатій                             | Крістофер Сміт   | Перемога   |
| 2010 | Міжнародний кінофестиваль фентезі у Невшателі | Найкращий художній фільм                             | Крістофер Сміт   | Номінація  |
| 2010 | Screamfest                                    | Найкращий актор                                      | Шон Бін          | Перемога   |
| 2010 | Screamfest                                    | Найкращий музичний супровід                          | Крістіан Генсон  | Перемога   |
| 2012 | Fangoria Chainsaw Awards                      | Найкращий актор                                      | Шон Бін          | 2-ге місце |
| 2012 | Fangoria Chainsaw Awards                      | Найкращий фільм обмеженого видання / Direct-to-video | стрічка          | Номінація  |
| 2012 | Fangoria Chainsaw Awards                      | Найкращий актор другого плану                        | Едді Редмейн     | Номінація  |
| 2012 | Fangoria Chainsaw Awards                      | Найкраща актриса другого плану                       | Керіс ван Гаутен | Номінація  |
| 2012 | Fangoria Chainsaw Awards                      | Найкращий сценарій                                   | Даріо Полоні     | Номінація  |
| 2012 | Fangoria Chainsaw Awards                      | Найкраща музика                                      | Крістіан Генсон  | Номінація  |